# Ganondorf
Ganondorf è il principale antagonista dell'intera serie The Legend of Zelda. Appare in molti episodi dell'epopea videoludica, nei quali è alla costante ricerca della Triforza per conquistare il regno di Hyrule. Ganondorf è anche un personaggio giocabile in Super Smash Bros. Melee, Super Smash Bros. Brawl, Super Smash Bros. per Nintendo 3DS e Wii U e Super Smash Bros. Ultimate.

## Biografia
- Nel primo capitolo della saga Ganon, signore dei Grublin, si trova nel Monte Morte e tiene imprigionata la Principessa Zelda. Egli appare come un demone dalle sembianze suine e, grazie alla Triforza del Potere, è in grado di rendersi invisibile e di lanciare palle di fuoco. Link, eroe della serie, lo sconfigge riducendolo a un mucchio di cenere e recupera la Triforza del Potere.
- In Zelda II: The Adventure of Link egli non appare nel gioco, ma i suoi servi vogliono farlo rivivere spargendo sulle sue ceneri il sangue di Link. Pertanto, se questi riescono a uccidere Link, appare sulla schermata di game over la silhouette di Ganon e si ode la sua risata malefica.
- In A Link to the Past si narra per la prima volta la sua storia, nella quale viene rivelato che egli non era sempre stato un demone suiniforme. Un tempo era un Gerudo di nome Ganondorf, nonché capo di una banda di ladri. In questo episodio usa il mago Agahnim per tornare nel Mondo di Luce dopo essere stato imprigionato dai sette saggi nel Mondo Oscuro secoli prima. Qui Ganon è raffigurato come un mostro suino di colore blu che fa roteare un tridente, sputa fuoco e indossa un mantello rosso.

Ganondorf in Ocarina of Time

- In Ocarina of Time Ganondorf è inizialmente conosciuto come re e unico maschio del popolo Gerudo. Prova a chiedere al re di Hyrule aiuto per il suo popolo in difficoltà per la vita nel deserto, ma la richiesta viene negata spingendolo a formare una banda di ladri, con la quale viene a sapere della Triforza che subito desidera conquistare. Per farlo avrebbe dovuto possedere le tre pietre sacre che gli avrebbero permesso il libero accesso al Sacro Reame. Dopodiché, avrebbe ucciso il re e sarebbe diventato il nuovo re incontrastato di Hyrule. Dopo che Link viaggiò nel tempo, ebbe l'opportunità di mettere le mani sulla triforza, ma essa si divise in tre parti, lasciando a Ganondorf solo quella delle tre più affine a lui: la Triforza del Potere; mentre invece volano da Link quella del Coraggio e Zelda quella della Saggezza. Alla fine dell'avventura, Link affronta Ganondorf con la Spada Suprema e le Frecce di Luce. Dopo essere stato sconfitto, Ganondorf distrugge il suo castello, e sfruttando il potere della Triforza del Potere cambia forma, diventando Ganon, la sua forma bestiale. Link sconfigge Ganon con la Spada Suprema.
- In The Wind Waker, Ganondorf ordina ai suoi servi di rapire tutte le ragazze con le orecchie a punta, per risalire a Zelda. Aril, la piccola sorellina di Link viene quindi rapita. Il vero piano di Ganon era quello di rapire Link e Zelda per ottenere i due pezzi di Triforza mancanti che si sarebbero aggiunti al suo pezzo del Potere. Link e Zelda combattono contro di lui, eliminandolo definitivamente impalando la Spada Suprema sulla sua testa e trasformandolo in roccia.
- In Twilight Princess, durante la sua stessa esecuzione Ganondorf riesce a uccidere uno dei Sette Saggi grazie al potere della Triforza, ma essi riescono a rinchiuderlo nel Regno del Crepuscolo grazie allo Specchio Oscuro. Qui, Ganondorf appare come un semi-dio incorporeo al malvagio Zant, proponendogli di aiutarlo a conquistare il regno della luce, Hyrule. Viene infine ucciso da Link, il quale lo trafigge con la lama leggendaria in pieno petto, esattamente sulla cicatrice causata dall'esecuzione.
- Appare inoltre nei titoli Four Swords Adventures e Oracle of Seasons.
- In Skyward Sword, ambientato cronologicamente prima di tutti gli altri giochi della serie, Ganondorf non compare, ma si fa luce sulle sue origini nel finale. Infatti Ganondorf nascerebbe dall'incarnazione dell'odio di Mortipher (l'antagonista principale e boss finale) verso Zelda e Link, scagliando un'eterna maledizione che fa sì che tutti coloro che avranno lo stesso spirito dell'impavido (Link) e lo stesso sangue della Dea (Zelda) saranno perseguitati dalla reincarnazione della sua rabbia e del suo rancore (Ganondorf, appunto). Non è ben chiaro se Ganondorf è stato l'incarnazione dell'odio di Mortipher dalla nascita oppure lo sia divenuto soltanto nel momento della sua trasformazione in Ganon in Ocarina of Time.[1]
- In Breath of the Wild, che costituisce l’inizio di una nuova storia slegata da quella dei capitoli precedenti, in seguito a numerosi sigilli, l'ultimo dei quali, 10000 anni prima, ha comportato l'utilizzo della tecnologia Sheikah, del re Gerudo non sono rimasti altro che l'odio e il rancore. L'incarnazione mostruosa con cui si presenta è la Calamità Ganon, un agglomerato di pura ferocia e priva di ogni traccia di umanità con l'unico obiettivo di distruggere Hyrule. 100 anni prima, Link, Zelda e i quattro campioni, Mipha, Daruk, Revali e Urbosa, cercarono di fermare la Calamità. Questa però, dopo la disfatta avvenuta in precedenza, prende il controllo dei guardiani e dei colossi sacri uccidendo i campioni e il re. Link viene ibernato nel Sacrario della Rinascita in attesa del suo risveglio, mentre Zelda blocca Ganon per un secolo all'interno del Castello di Hyrule. Dopo essersi risvegliato e aver ritrovato i ricordi di cent'anni prima, Link ha liberato gli spiriti del re e dei campioni, affrontando la Calamità nei meandri del Castello. La prima forma di Ganon è una chimera composta da parti di guardiano e rancore, incompleta a causa dell'arrivo improvviso di Link. Questa mostruosità doveva essere una nuova incarnazione di Ganon, come si può notare dal teschio con il gioiello di Ganondorf in fronte. Dopo che Link sconfigge questa forma, Ganon si trasforma nella Bestia delle Tenebre, dall’iconico aspetto suino. Link e Zelda insieme riescono però a sconfiggere la Bestia, liberando l'ormai distrutto regno di Hyrule da un’afflizione durata un secolo.
- In Hyrule Warriors: L'era della calamità vengono ripercorsi gli attimi antecedenti al risveglio delle calamità visti in Breath of the Wild. Le scosse prodotte dall'assalto fanno risvegliare Terrako, un miniguardiano costruito da Zelda da bambina che apre un portale nel passato; il rancore che possedeva il guardiano, segue Terrako nel portale andando a prendere possesso della sua controparte del passato. Ciò da l'incipit a una serie di eventi che porterà alla creazione di una linea temporale alternativa nella quale i campioni e il re non vengono sconfitti grazie all'intervento dei loro successori, chiamati dal futuro da Terrako. Ciò ha permesso a Zelda di risvegliare i suoi  poteri prima dello scontro con la calamità, mentre quest'ultima, potendo utilizzare come ricettacoli il Terrako posseduto e Astor, il membro di una setta della calamità Ganon, ha potuto finalizzare il suo processo d'incarnazione, che appare di aspetto umanoide e più simile a Ganondorf.
- In Tears of the Kingdom, ambientato dopo Breath of the Wild, Link e Zelda scoprono che la fonte d’origine del rancore della Calamità Ganon altro non era che il corpo mummificato di Ganondorf, celato nei sotterranei di Hyrule. A un certo punto il cadavere si risveglia, minacciando nuovamente Hyrule. Distruggendo la Spada Suprema e il braccio di Link con il suo miasma e provocare il Cataclisma.

## Character design
Ganondorf originariamente aveva l'appellativo di "Hakkai" durante lo sviluppo del primo capitolo per Nintendo Entertainment System, in riferimento al maiale umanoide, Zhu Bajie (Cho Hakkai in giapponese), del celebre racconto cinese Lo scimmiotto, del XVI secolo.
Durante lo sviluppo di Ocarina of Time, il design di Ganon è stato sviluppato da Satoru Takizawa, che l'aveva concepito come un "ladrone gobbo e complesso, che fosse sostanzialmente un vero e proprio essere umano abominevole". Il direttore di script, Toru Osawa, ritenne che non fosse opportuno. Egli spiegò come Ganondorf dovesse avere alcuni attributi prestanti, comparandolo al personaggio di Raoh di Ken il Guerriero. Con quest'idea in mente, Takizawa creò un modello prototipo di Ganondorf basato sull'attore Christopher Lambert. Il risultato attuale di Ganondorf è estremamente diverso. Esso è composto di tre design differenti: un Ganondorf iniziale; un Ganondorf di sette anni nel futuro coi capelli lunghi; e un Ganon finale. Dal momento che Ganon era una creatura suina, Takizawa decise che Ganondorf dovesse trasformarsi soltanto alla fine del gioco, nonostante le opinioni degli altri membri dello staff. Decise di rendere Ganon una bestia "con i sensi di un maiale", proprio come in A Link to the Past.
Ganon ha due forme fondamentali in cui appare durante la serie: una antropomorfa e una bestiale.
In The legend of Zelda, A Link to the Past, Oracle of Seasons, Oracle of Ages e Four Swords Adventures, è un maiale bipede dalla carnagione bluastra armato di tridente.
In Ocarina of Time ha piuttosto la corporatura di un enorme Minotauro e impugna due lunghissimi coltelli. Questo gioco sancisce la prima apparizione della sua forma umana: un Gerudo in armatura con una scura carnagione olivastra e capelli rossi. I tratti caratteristici di questa forma umanoide sono una muscolatura e un fisico possenti, canini accentuati, occhi gialli, un naso estremamente lungo e foltissime sopracciglia che si collegano alla capigliatura. Ganondorf è alto 230 cm, e sovrasta Link e tutti gli altri personaggi.
La sua forma umana riappare in The Wind Waker: qui indossa una tunica e impugna due scimitarre. In Twilight Princess ha un'armatura in metallo più pesante e impugna uno spadone medievale con una sola mano.
Il nome "Ganon" è pronunciato poche volte durante la serie. Nella versione giapponese dei primi tre videogiochi, il suo nome è anglicizzato in "Gannon". Questa scrittura appare in sole due versioni occidentali: il primo gioco, e il non-ufficiale Zelda's Adventure. Da The Adventure of Link in poi, il nome è trascritto "Ganon". In A Link to the Past si fa per la prima volta riferimento al nome Ganondorf, caratteristico della sua forma umana.
Nel trailer live-action prodotto dalla Rainfall films, Ganondorf è interpretato da Gregory Lee Kenyon. Ci vollero cinque ore per completare il suo trucco, composto principalmente da varie protesi in lattice, parrucca, barba e sopracciglia.

## Altre apparizioni
Al di fuori dei videogiochi, Ganondorf appare anche nella serie animata dedicata alla serie, Un regno incantato per Zelda, ma solo nel suo aspetto suino; inoltre appare anche in un episodio di South Park intitolato Immaginationland III, come membro dell'esercito dei personaggi immaginari cattivi.